# Antares (Arizona)
Pour les articles homonymes, voir Antarès (homonymie).
Antares est une localité du Comté de Mohave en Arizona.

## Démographie
| 2010 | - | - | - | - | - |
| ---- | - | - | - | - | - |
| 126  | - | - | - | - | - |